# Polycyrtus bicolor
Polycyrtus bicolor là một loài tò vò trong họ Ichneumonidae.